# André Béguin (Offizier)

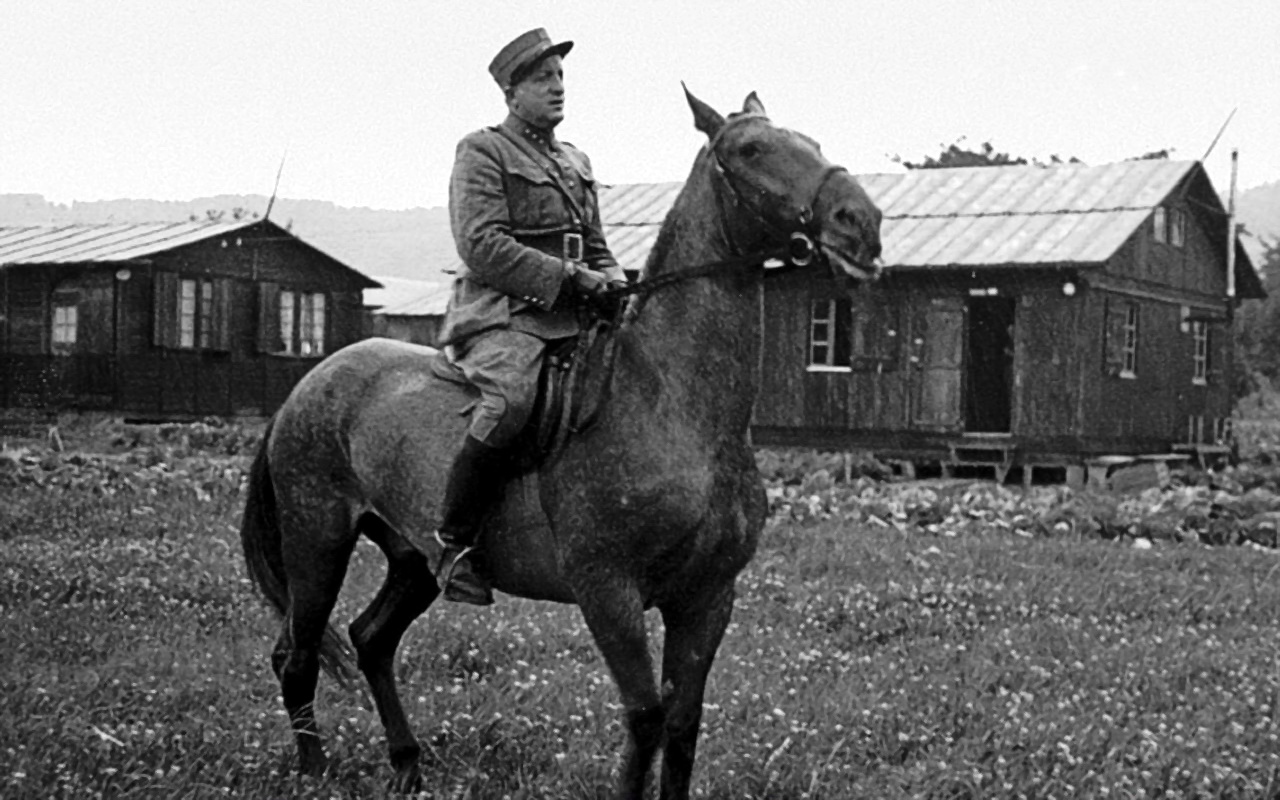
André Béguin zu Pferd im Interniertenstraflager Wauwilermoss

André Béguin (* 20. Oktober 1897 in Neuenburg in der Schweiz; † unbekannt) war von Sommer 1941 bis am 31. Juli 1945 Kommandant des Interniertenstraflagers Wauwilermoos im Kanton Luzern. Nach Berichten über unhaltbare Zustände durch ehemalige internierte amerikanische Soldaten wurde das Lager im englischen Sprachraum bekannt. Béguin wurde nach dem Zweiten Weltkrieg wegen verschiedener Delikte zu einer Freiheitsstrafe verurteilt.

## Leben
Béguin wurde 1897 in Neuenburg geboren und engagierte sich als Jugendlicher in der rechtsextremen „Jeunesse nationale neuchâteloise“. Nach der obligatorischen Schule absolvierte er im Architekturbüro seines Vaters eine Lehre als Zeichner. 1936 trat er in Genf der rechten „Union Nationale“ bei und wurde 1937 Chef der Sektion Yverdon des schweizerischen „Front National“. Béguin lebte über seine Verhältnisse und hatte deshalb hohe Schulden. Wegen Betrügereien schloss ihn der Front National aus. Auch im Militär galt er als nicht mehr tragbar und wurde von 1931 bis 1940 ausser Dienst gesetzt. Béguin ging 1938 nach München, wo er für Organisationen arbeitete, die der NSDAP nahe standen. Nach Kriegsausbruch kehrte er in die Schweiz zurück und wurde auf sein Gesuch hin 1940 als Offizier reaktiviert. Im August desselben Jahres wurde er Leiter des Lagers Kalchrain.

## Tätigkeit als Lagerkommandant in Wauwilermoos
Im Sommer 1941 wurde Béguin Leiter des Interniertenstraflagers Wauwilermoos. Seine deutschfreundliche Haltung und seine Geldnöte liessen 1942 den Verdacht der Spionage aufkommen, was sich in der nachfolgenden Militäruntersuchung nicht erhärtete. Gleichwohl wurden in der Armee Stimmen lauter, die Béguin absetzen wollten, weil die Ermittlungen Béguins politischen Hintergrund und nicht haltbare Zustände im Lager Wauwilermoos zutage gefördert hatten. Der Chef des Rechtsdienstes des Eidgenössischen Kommissariats für Internierung und Hospitalisierung (EKIH) sah jedoch von einer Absetzung ab. Im November 1944 schritt der Generaladjutant und interimistische Internierungskommissär des EKIH ein, nachdem bekannt wurde, dass Gefangenenpakete des Amerikanischen Roten Kreuzes nicht ausgeliefert wurden. Die späteren Durchsuchungen von Béguins Büro und Privatwohnung förderten grössere Mengen an Lebens- und Genussmitteln amerikanischer Herkunft zutage. Ausserdem stiessen die Ermittler auf eine hohe Zahl an ungeöffneter Post von und an Internierte, die sich heute im Schweizerischen Bundesarchiv befinden. Béguin gab an, die Briefe nicht spediert zu haben, weil er sie hätte zensieren müssen und keine Zeit dazu gehabt habe. Béguin wurde am 31. Juli 1945 von seinem Amt suspendiert und am 24. September 1945 verhaftet. Das Zürcher Divisionsgericht verurteilte ihn wegen Betrugs, Veruntreuung, Urkundenfälschung, Missbrauchs der Befehlsgewalt, Fälschung dienstlicher Amtsstücke, Nichtbefolgung von Dienstvorschriften, Materialmissbrauchs, Ungehorsams und der Annahme von Bestechungsgeldern zu dreieinhalb Jahren Zuchthaus.